# Marc Juni Penne (tribú)
Marc Juni Penne (en llatí Marcus Junius Pennus) va ser un magistrat romà. Era fill de Marc Juni Penne, que va ser pretor urbà l'any 201 aC. Formava part de la gens Júnia, i era de la família dels Penne.
Era tribú de la plebs el 126 aC any en què va proposar una llei per expulsar a tots els estrangers (peregrini) de Roma, llei a la que es va oposar Gai Grac, ja que els peregrini li donaven suport en la seva lluita contra l'aristocràcia. Tot i aquesta oposició, la llei va ser aprovada. Després va ser elegit edil, però va morir sense arribar a cap altre càrrec superior.